# インバル・ピント&アブシャロム・ポラック
インバル・ピント（Inbal Pinto, 1969年-）&アブシャロム・ポラック（Avshalom Pollak, 1970年-） は、 イスラエルのコンテンポラリー・ダンス演出・振付家ユニット。
インバル・ピント&アブシャロム・ポラックダンスカンパニー（INBAL PINTO & AVSHALOM POLLAK DANCE COMPANY）主宰。
1994年の結成以来、革新的で想像力豊かな作品を発表し続けている。

## 経歴

### インバル・ピント
1969年生まれ。13歳からダンスの勉強を始める。アートスクールでグラフィック・デザインを学ぶ一方、バット・シェバ舞踊団に学び、その後カンパニーの一員となる。93年に発表した『Doi-Can』で振付家として本格的にデビュー。94年、『Chance for 100』をアブシャロム・ポラックと共同制作し、意気投合した二人はINBAL PINTO DANCE COMPANY（現在はINBAL PINTO & AVSHALOM POLLAK DANCE COMPANY）を結成する。フランス、アメリカをはじめとする世界の名だたるダンスシーンで注目を集め、国内外で大きな反響を呼ぶ。カンパニーとしての活動以外にも、オペラや演劇作品に振付家として参加するなど、多方面で活躍している。

### アブシャロム・ポラック
1970年生まれ。演出家を父に持つ。ドラマスクールで演劇を学んだ後、俳優として、本国イスラエルをはじめ、イギリス、アメリカを中心に映像や舞台の世界で活躍。94年にインバル・ピントと出会い、カンパニーを立ち上げてからは、全ての作品を彼女と共同で立ち上げている。

## 日本で上演された主な作品
- 2001年、2005年　オイスター/Oyster  神奈川県民ホール、世田谷パブリックシアター
- 2005年　ブービーズ/Boobies　世田谷パブリックシアター
- 2007年　ヒュドラ/Hydra 彩の国さいたま芸術劇場大ホール-　森山開次・大植真太郎出演、世界初上演の新作
- 2012年　ボンビックス モリ with ラッシュ、ゴールド・フィッシュ　世田谷パブリックシアター
- 2013年1月　100万回生きたねこ/The cat that lived a million times 東京芸術劇場プレイハウス- 森山未來・満島ひかり出演、プロデュース公演　[読売演劇大賞優秀作品賞、優秀演出家賞、優秀男優賞（森山未來）、杉村春子賞（満島ひかり）]
- 2014年　ウォールフラワー/Wallflower 東京都現代美術館内- 森山未來がカンパニーの一員として参加
- 2015年8月　100万回生きたねこ/The cat that lived a million times（再演） 東京芸術劇場プレイハウス- 成河・深田恭子（舞台初出演）出演、プロデュース公演
- 2016年　ダスト/DUST　 彩の国さいたま芸術劇場大ホール- 森山未來がカンパニーの一員として参加